# レオン大聖堂 (スペイン)
レオン大聖堂（スペイン語: Catedral de León）は、スペイン・カスティーリャ・イ・レオン州レオン県レオンにあるカトリック教会の大聖堂。重要文化財(BIC)に指定されている。
13世紀にその歴史は始まる。古典的なフランス・ゴシック様式のより洗練された様相を持つ。pulchra leoninaおよびサンタ・マリア・デ・レグラ大聖堂（catedral de santa María de Regla）としても知られる。サンティアゴ・デ・コンポステーラの巡礼路途上に位置する。ブルゴス大聖堂に次ぐ、スペイン・ゴシック様式の優れた例である。レオン大聖堂は、グラス・ストーンに置き換えるため壁を最小限に減らし、世界最大級のステンドグラスのコレクションを有する、ゴシック様式の脱物質化の終わりを導いた存在として知られている。ロマネスク様式時代の構造物も、翼廊のアーチなど一部が残っている。

## 歴史
最初、大聖堂の位置にはローマ軍団・第7軍団ゲミナ（Legio VII Gemina）の、現在の大聖堂よりも大規模な浴場があった。19世紀の大規模な大聖堂修復事業中に、遺構が発見されている。1997年には南側ファサード沿いに別の発掘作業が行われた。
イベリア半島でキリスト教徒によるレコンキスタが行われていた時代、浴場は王宮に変えられていた。レオン王位につく数ヶ月前にレオンを占領していたオルドーニョ2世は、サン・エステバン・デ・ゴルマスの戦いでアラブ人を破った。勝利に対する神への感謝の印として、最初の大聖堂建設のため王の王宮が捧げられた。司教フルミニオ2世指揮のもと、建物は神聖な場所に生まれ変わった。924年にオルドーニョ2世が亡くなると、レオン大聖堂に埋葬された。大聖堂はベネディクト会派の聖職者たちによって維持されていた。このことは、レオン王国内のモサラベたち多く存在していたものと似た構造であった。
10世紀後半、都市を荒廃させ教会を破壊したアルマンソルの通過を語らねばならない。しかし大聖堂の損傷は少なく、999年にアルフォンソ5世の輝かしい戴冠式が行われている。政治的混乱と党派に分かれた軍力による争いから、1067年の大聖堂は極端な窮状にあった。フェルナンド1世は聖イシドロの聖遺物をレオンに移すと、一転して大聖堂に好意を示した。フェルナンド1世はキリスト教王国の国土を広げて平和な時代をもたらし、この時代にロマネスク様式美術が花開いた。
王はナバーラ王女テレサ・ウラカの助けを借りて、ローマのキリスト教の願いに応える第2の大聖堂建設に着手した。それは司教ペラーヨ2世が指揮した。この大聖堂の様式は本質的に、レンガや石材が使われ、後陣には3つの半円のついた、旧教会と同じく聖母マリアに捧げられたロマネスク様式だった。それは1073年11月10日、アルフォンソ6世の時代に献堂された。
この大聖堂は12世紀まで存在した。最後のレオン王であるアルフォンソ9世が即位すると、社会は変革がおき、美術は新たな創造と発展を迎えることになる。
1205年頃、第3の大聖堂建設が始まった。しかし基礎工事の建設問題で工事は進まず、1255年まで膠着したままだった。司教マルティン・フェルナンデスとアルフォンソ10世の後援のもとで工事が再開された。大聖堂の主任建築家は、おそらくフランス生まれのエンリケ親方で、かつてブルゴス大聖堂建設に関わっていた。それは、彼がイル＝ド＝フランスにおけるゴシック様式のかたちを知っていたことから明らかである。エンリケ親方が1277年に亡くなると、スペイン人フアン・ペレスが後任となった。大聖堂が礼拝のために既に信徒に開かれていた1289年には、司教フェルナンデスも死んだ。大聖堂の基礎工事は終了し、1302年に司教ゴンサロ・オソリオは忠実に大聖堂全体の門戸を開いた。しかし南側の塔が最終的に完成したのは15世紀だった。
ブルゴス大聖堂の姉妹のようなレオン大聖堂は、エンリケ親方が知っていたかもしれないランス大聖堂の構造に似ている。ほとんどのフランスの大聖堂のように、レオン大聖堂は幾何学的なモジュールに沿った三角形のかたちが基礎となっており、全ては平方根の3に関連する。